# NGC 2742
NGC 2742 (ook wel NGC 2816) is een spiraalvormig sterrenstelsel in het sterrenbeeld Grote Beer. Het hemelobject werd op 19 maart 1790 ontdekt door de Duits-Britse astronoom William Herschel. Het hemelobject ligt in de buurt van NGC 2742A.

## Synoniemen
- NGC 2816
- UGC 4779
- MCG 10-13-57
- ZWG 288.19
- IRAS09036+6040
- PGC 25640